# Nikolai Dmitrijewitsch Kowaljow

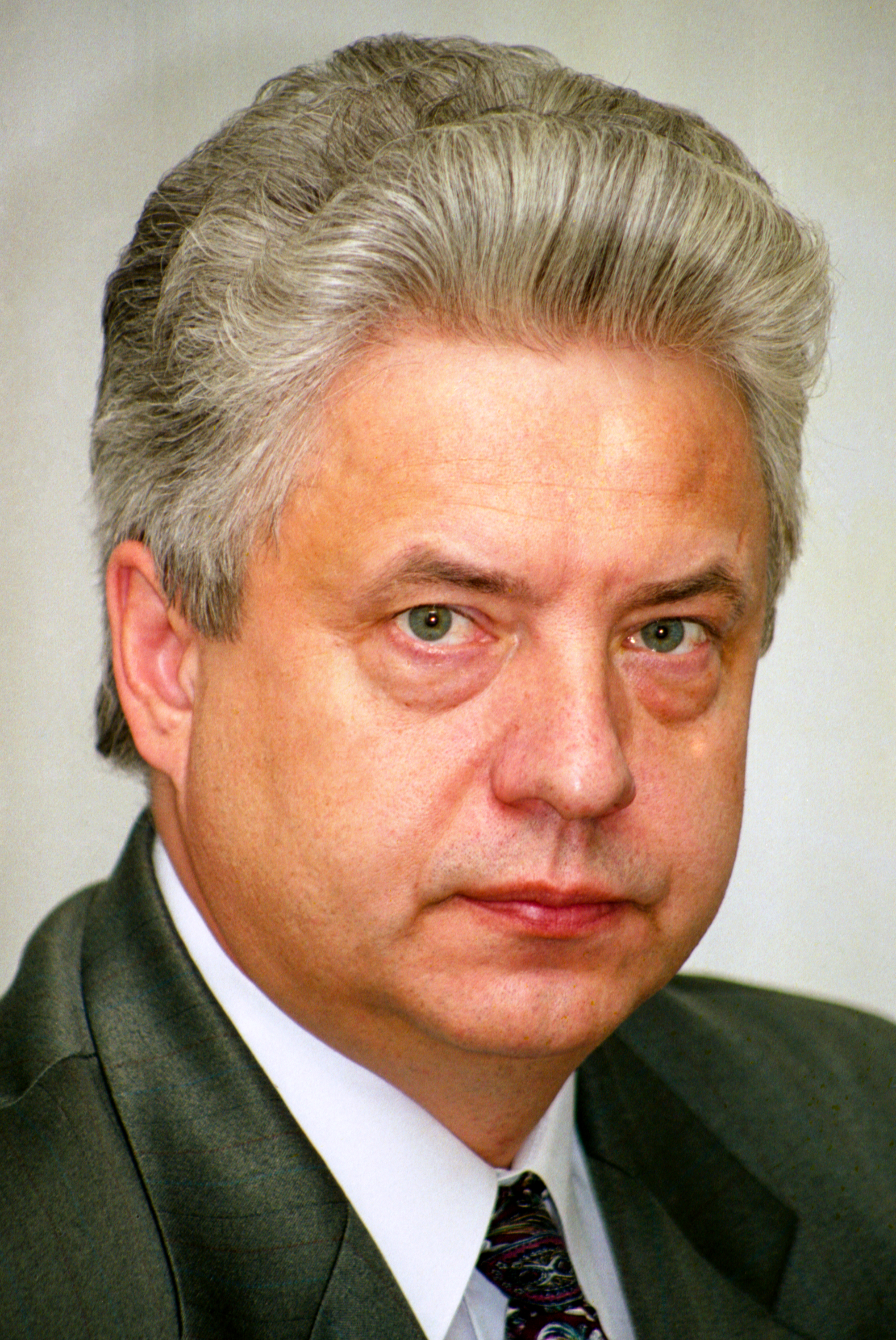
Nikolai Kowaljow

Nikolai Dmitrijewitsch Kowaljow (russisch Николай Дмитриевич Ковалёв; * 6. August 1949 in Moskau; † 5. April 2019 ebenda) war ein russischer Politiker der Partei Einiges Russland und von 1996 bis 1998 Chef des russischen Inlandsgeheimdienstes.

## Leben
Kowaljow absolvierte 1972 das Moskauer Institut für Elektronik und Mathematik.
1974 wurde Nikolai Kowaljow Mitglied des sowjetischen Geheimdienstes KGB. Er diente in Afghanistan während der Sowjetischen Intervention von 1987 bis 1989. Als KGB-Offizier war er in Afghanistan in der Spionageabwehr tätig, sorgte für die sichere Durchfahrt von Konvois und führte Verhandlungen mit den Mudschaheddin.
Im Oktober 1994 wurde Kowaljow zum Stellvertreter von Sergei Stepaschin, dem damaligen Direktor des russischen Inlandsgeheimdienstes FSB. Von Juli 1996 bis Juli 1998 war er Leiter des FSB. Sein Nachfolger war Wladimir Putin, der spätere Präsident Russlands.
1997 wurde er zum Armeegeneral ernannt und 1999 als Abgeordneter in die Staatsduma der Russischen Föderation gewählt. Dort war er Vorsitzender des Ausschusses für Angelegenheiten der Veteranen.